# Smogorzów Wielki
Smogorzów Wielki est une localité polonaise de la gmina de Wińsko, située dans le powiat de Wołów en voïvodie de Basse-Silésie.

## Histoire
Jusqu'en 1945, Groß-Schmograu fait partie de l'arrondissement de Wohlau (de) dans le district de Breslau dans la province de Silésie.